# Manorhita
 (juin 2024).
Si vous disposez d'ouvrages ou d'articles de référence ou si vous connaissez des sites web de qualité traitant du thème abordé ici, merci de compléter l'article en donnant les références utiles à sa vérifiabilité et en les liant à la section « Notes et références ».
Manorhita (ou Manorhata ; en chinois simplifié : 摩拿罗[réf. nécessaire], chinois traditionnel : 摩拏羅, pinyin : mónáluō) est un moine indien considéré par la tradition du bouddhisme zen comme son vingt-deuxième patriarche.